# Mauritânia nos Jogos Paralímpicos de Verão de 2012
Mauritânia participou dos Jogos Paralímpicos de Verão de 2012, que foram realizados na cidade de Londres, no Reino Unido, entre os dias 29 de agosto e 9 de setembro de 2012.
A delegação não conquistou nenhuma medalha nesta edição das Paralimpíadas.